# Libby Buder
Libby Buder (* 11. Februar 2004) ist eine deutsche Leichtathletin, die sich auf den Weitsprung spezialisiert hat.

## Sportliche Karriere
Neben ihrer sportlichen Karriere studiert Libby Buder Produktdesign. Sie begann ihre sportliche Laufbahn bereits in jungen Jahren und zeigte schnell außergewöhnliche Fähigkeiten im Mehrkampf und Weitsprung. Als Jugendliche sammelte sie zahlreiche Titel und Podiumsplatzierungen:
- Deutsche Meisterin U16 im Siebenkampf (2018 und 2019)
- Deutsche Vizemeisterin U20 im Weitsprung (2022)
- Deutsche Hallenmeisterin U20 (2023)
- Deutsche Vizemeisterin (2024)[1][2]

Ihr größter internationaler Erfolg bisher war der Einzug ins Finale der U20-Weltmeisterschaften 2022 in Cali, Kolumbien, wo sie mit 6,21 Metern den neunten Platz belegte.
Mit einer Bestweite von 6,51 Metern, erreicht im Jahr 2024, gehört Buder zu den besten deutschen Weitspringerinnen ihrer Altersklasse.